# USS Vicksburg (CG-69)
El USS Vicksburg (CG-69) es un crucero de misiles guiados clase Ticonderoga  que sirve en la Armada de los Estados Unidos.Lleva el nombre tanto de la Batalla de Vicksburg donde se luchó durante la guerra civil estadounidense, como de la ciudad de Vicksburg, Misisipi .
El Vicksburg fue construido por Ingalls Shipbuilding, en Pascagoula, Misisipi . Su quilla se colocó el 30 de mayo de 1990 y se botó el 7 de septiembre de 1991. El Vicksburg fue amadrinado por Tricia Lott, esposa del senador de los Estados Unidos, Trent Lott . El 12 de octubre de 1991, la Sra. Lott bautizó al CG-69 como Vicksburg . Fue comisionada el 14 de noviembre de 1992.
Con sus misiles guiados y cañones de fuego rápido, el Vicksburg es capaz de enfrentar amenazas en el aire, en el mar, en tierra y debajo del mar. También es capaz de transportar dos helicópteros SH-60 Sea Hawk Light Airborne Multi-Purpose System (LAMPS III).

## Historial operativo

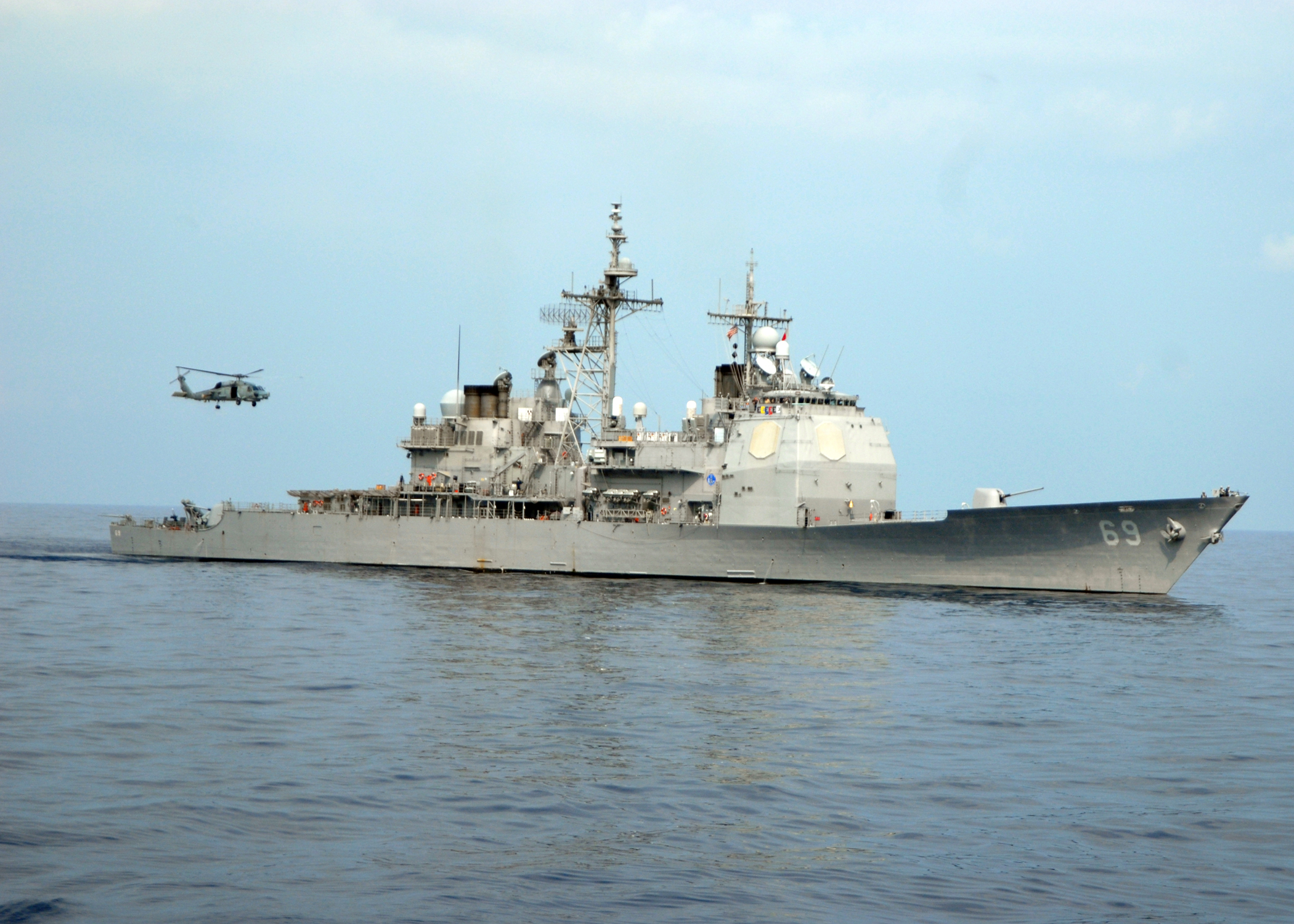
Vicksburg en el año 2007.

En su crucero inaugural, el Vicksburg fue asignado al grupo de batalla del USS Saratoga, que estaba estacionado frente a las costas de Montenegro .El Vicksburg participó en la Operación Deny Flight y la Operación Provide Promise, sirviendo como una plataforma de comando y control del espacio aéreo. En mayo de 1994, El Vicksburg participó en el ejercicio "Dynamic Impact 94" de la OTAN en el Mediterráneo occidental, y en agosto de 1994 se unió a la Operación Able Vigil, ayudando a interceptar a los inmigrantes cubanos que cruzan el Estrecho de Florida .
En marzo de 2003, fue asignado al Grupo Naval de superficie número 2 . El 16 de febrero de 2007, recibió el premio Battle "E" de 2006.  . Formó parte del Grupo de portaaviones 12, que estuvo dirigido hasta diciembre de 2012 por el USS Enterprise (CVN-65) .
En enero de 2020, el Vicksburg fue enviado a BAE Systems para un Programa de extensión de la vida útil (SLEP) de 18 meses.

## En la cultura popular
- El USS Vicksburg aparece de manera destacada en el thriller naval de 2012, Fire of the Raging Dragon, de Don Brown.